# Ukjó Katajama
Ukjó Katajama (片山 右京, 29. května 1963) je japonský automobilový závodník, který v letech 1992 až 1997 jezdil ve Formuli 1.

## Formule 1
Zúčastnil se 97 velkých cen, debutoval 1. března 1992 v Grand Prix Jihoafrické republiky 1992. Za celou kariéru získal 5 bodů, všechny pro tým Tyrrell v roce 1994.
V roce 1992 byl jmenován jezdcem týmu Larrousse po boku Bertranda Gachota, který pro tým získal jediný bod v sezoně a Katajamu soustavně porážel. Japonec se dvakrát ani nekvalifikoval do závodu, jeho nejlepšími výsledky byla dvě 9. místa.
V letech Formule 1 v roce 1993 - 1996 pilotoval monopost stáje Tyrrell. V sezoně 1994 skončil na 17. příčce díky dvěma pátým a jednomu šestému místu, za něž dohromady obdržel 5 bodů do poháru jezdců.
Svou poslední sezonu v královně motorsportu odjel v týmu Minardi a opět nezískal ani bod a jeho nejlepším výsledek byly 2 desáté pozice v cíli.

## Kariéra po Formuli 1
V roce 1999 se umístil na druhém místě v 24 hodin Le Mans a vyhrál skupinu GTP.
S Toyotou si vyzkoušel Rallye Dakar.

## Kompletní výsledky ve Formuli 1
| Legenda k tabulce | Legenda k tabulce                                                                       |
| Barva             | Výsledek                                                                                |
| ----------------- | --------------------------------------------------------------------------------------- |
| Zlatá             | Vítěz                                                                                   |
| Stříbrná          | 2. místo                                                                                |
| Bronzová          | 3. místo                                                                                |
| Zelená            | Bodované umístění                                                                       |
| Modrá             | Nebodované umístění                                                                     |
| Modrá             | Dokončil neklasifikován (NC)                                                            |
| Fialová           | Odstoupil (Ret)                                                                         |
| Červená           | Nekvalifikoval se (DNQ)                                                                 |
| Červená           | Nepředkvalifikoval se (DNPQ)                                                            |
| Černá             | Diskvalifikován (DSQ)                                                                   |
| Bílá              | Nestartoval (DNS)                                                                       |
| Bílá              | Závod zrušen (C)                                                                        |
| Světle modrá      | Pouze trénoval (PO)                                                                     |
| Světle modrá      | Páteční testovací jezdec (TD)                                                           |
| Bez barvy         | Netrénoval (DNP)                                                                        |
| Bez barvy         | Vyřazen (EX)                                                                            |
| Bez barvy         | Nepřijel (DNA)                                                                          |
| Bez barvy         | Odvolal účast (WD)                                                                      |
| Bez barvy         | Nezúčastnil se (prázdné)                                                                |
| Označení          | Význam                                                                                  |
| Tučnost           | Pole position                                                                           |
| Kurzíva           | Nejrychlejší kolo                                                                       |
| †                 | Jezdec nedojel do cíle, ale byl klasifikován, protože odjel více než 90 % délky závodu. |
| ‡                 | Byl udělován poloviční počet bodů, protože bylo odjeto méně než 75 % délky závodu.      |
| Horní index       | Umístění bodujících jezdců ve sprintu                                                   |

| Rok  | Tým                            | Šasi                   | Motor           | 1       | 2       | 3       | 4       | 5       | 6        | 7       | 8       | 9       | 10      | 11      | 12      | 13      | 14      | 15      | 16      | 17      | Umístění  | Body |
| ---- | ------------------------------ | ---------------------- | --------------- | ------- | ------- | ------- | ------- | ------- | -------- | ------- | ------- | ------- | ------- | ------- | ------- | ------- | ------- | ------- | ------- | ------- | --------- | ---- |
| 1992 | Central Park Venturi Larrousse | Venturi Larrousse LC92 | Lamborghini V12 | RSA 12  | MEX 12  | BRA 9   | ESP DNQ | SMR Ret | MON DNPQ | CAN Ret | FRA Ret | GBR Ret | GER Ret | HUN Ret | BEL 17  | ITA 9   | POR Ret | JPN 11  | AUS Ret |         | -         | 0    |
| 1993 | Tyrrell Racing Organisation    | Tyrrell 020C           | Yamaha V10      | RSA Ret | BRA Ret | EUR Ret | SMR Ret | ESP Ret | MON Ret  | CAN 17  | FRA Ret | GBR 13  |         |         |         |         |         |         |         |         | -         | 0    |
| 1993 | Tyrrell Racing Organisation    | Tyrrell 021            | Yamaha V10      |         |         |         |         |         |          |         |         |         | GER Ret | HUN 10  | BEL 15  | ITA 14  | POR Ret | JPN Ret | AUS Ret |         | -         | 0    |
| 1994 | Tyrrell                        | Tyrrell 022            | Yamaha V10      | BRA 5   | PAC Ret | SMR 5   | MON Ret | ESP Ret | CAN Ret  | FRA Ret | GBR 6   | GER Ret | HUN Ret | BEL Ret | ITA Ret | POR Ret | EUR 7   | JPN Ret | AUS Ret |         | 17. místo | 5    |
| 1995 | Nokia Tyrrell Yamaha           | Tyrrell 023            | Yamaha V10      | BRA Ret | ARG 8   | SMR Ret | ESP Ret | MON Ret | CAN Ret  | FRA Ret | GBR Ret | GER 7   | HUN Ret | BEL Ret | ITA 10  | POR Ret | EUR     | PAC 14  | JPN Ret | AUS Ret | -         | 0    |
| 1996 | Tyrrell Yamaha                 | Tyrrell 024            | Yamaha V10      | AUS 11  | BRA 9   | ARG Ret | EUR DSQ | SMR Ret | MON Ret  | ESP Ret | CAN Ret | FRA Ret | GBR Ret | GER Ret | HUN 7   | BEL 8   | ITA 10  | POR 12  | JPN Ret |         | -         | 0    |
| 1997 | Minardi Team                   | Minardi M197           | Hart V8         | AUS Ret | BRA 18  | ARG Ret | SMR 11  | MON 10  | ESP Ret  | CAN Ret | FRA 11  | GBR Ret | GER Ret | HUN 10  | BEL 14  | ITA Ret | AUT 11  | LUX Ret | JPN Ret | EUR 17  | -         | 0    |